# Tiberius Claudius Saethida Caelianus

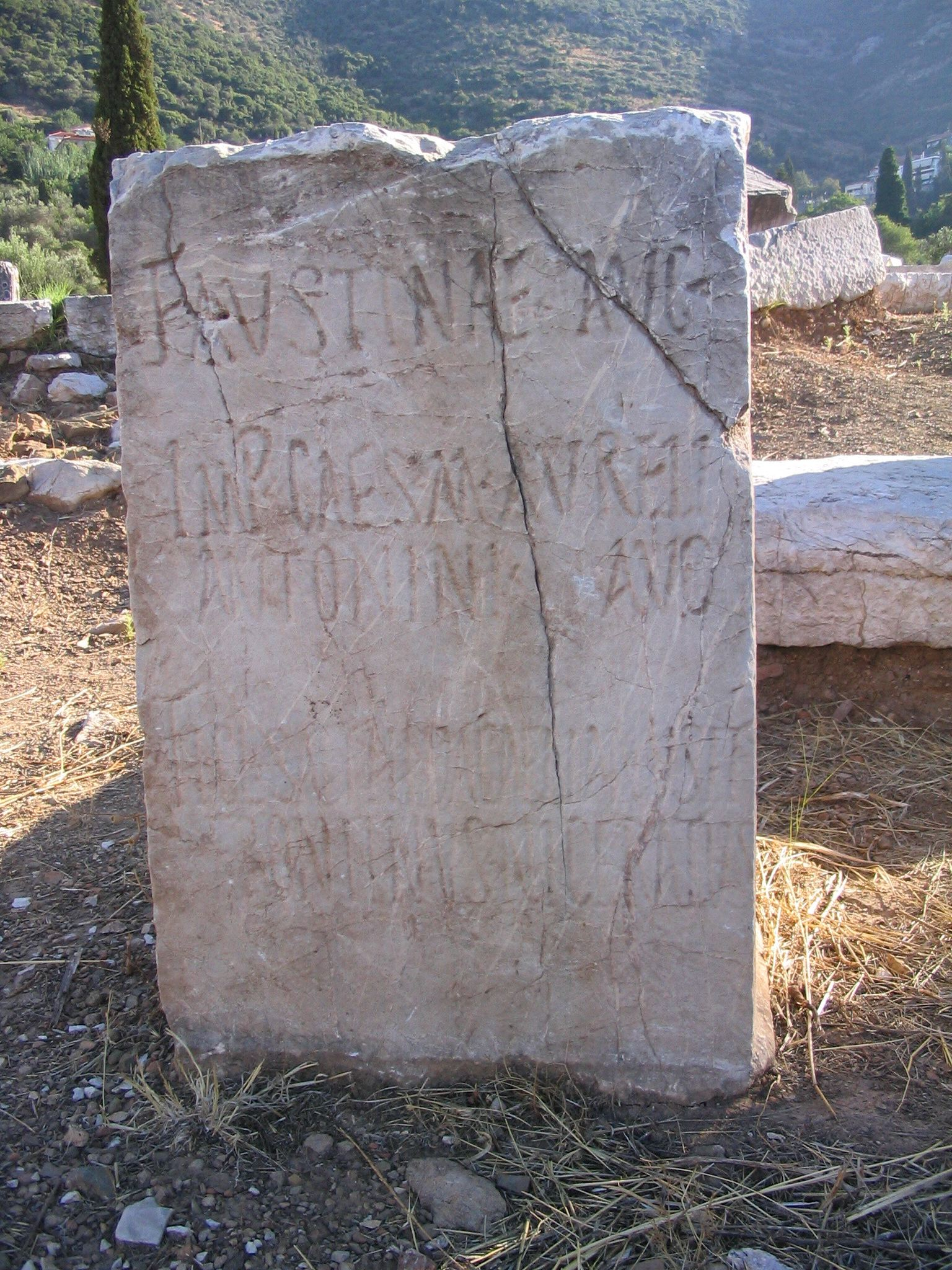
Eine der Inschriften aus Messene

Tiberius Claudius Saethida Caelianus war ein im 2. Jahrhundert n. Chr. lebender Angehöriger des römischen Senatorenstandes. Durch eine Inschrift, die in Abellinum gefunden wurde, ist seine Laufbahn bekannt.
Caelianus übernahm zunächst das Amt eines Xvir stlitibus iudicandis im Rahmen des Vigintivirats. Danach leistete er seinen Militärdienst als Tribunus militum in der Legio III Gallica, die ihr Hauptlager in Raphaneia in der Provinz Syria hatte. Im Anschluss wurde er Quaestor in der Provinz Sicilia; die Quästur hatte er als candidatus der beiden Kaiser Mark Aurel und Lucius Verus erreicht.
Nach Rom zurückgekehrt, übte Caelianus die Ämter des Tribunus plebis und des Praetor fidei commissarius aus. Danach wurde er Kommandeur (Legatus legionis) der Legio XI Claudia, die ihr Hauptlager in Durostorum in der Provinz Moesia inferior hatte.
Caelianus war Mitglied des Priesterkollegiums der Sodales Hadrianales und Augur. In Abellinum war er Patron; die dortige Inschrift wurde ihm zu Ehren auf Beschluss des Stadtrats errichtet. Er war der Sohn von Tiberius Claudius Frontinus, einem Suffektkonsul. Sein Bruder war Tiberius Claudius Frontinus Niceratus. Gemeinsam mit seinem Bruder ließ er in Messene drei Inschriften zu Ehren der beiden Kaiser Mark Aurel und Lucius Verus errichten; auf den Sockeln mit den Inschriften standen ursprünglich noch Bronzestatuen der Geehrten.

## Datierung
Bei der Epigraphik-Datenbank Clauss-Slaby werden die Inschrift aus Abellinum auf 164/169 und die Inschriften aus Messene auf 163/164 datiert.